# TT75
La tombe thébaine TT 75 est située à Cheikh Abd el-Gournah, dans la nécropole thébaine, sur la rive ouest du Nil, face à Louxor en Égypte.
C'est la sépulture d'un nommé Amenhotep-si-se, second prophète d'Amon durant le règne de Thoutmôsis IV (XVIIIe dynastie).